# Sant Joan Baptista de Censà (església nova)
Sant Joan Baptista de Censà és l'església parroquial del poble nord-català de Censà, a la comuna del mateix nom, de la comarca del Conflent.
Està situada al bell mig del nucli urbà de Censà, en el nucli vell del poble.
Aquesta església, construïda tota ella de pedra, fou aixecada a mitjan segle xix amb una idea arcaïtzant. Té el portal i finestres adovellades amb arcs apuntats, a més d'un campanar amb coberta piramidal.